# Pascal Trojani
Pascal Trojani, né en avril 1972, est un pilote de rallye corse.
Habitant Bastia où il dirige deux entreprises de transports industriels et frigorifiques, il évolue au sein du team BSA (Beuzelin Sport Automobile). Il est également l'un des fondateurs de la compagnie maritime Corsica Linea (ex SNCM) dont il est actuellement le président.

## Palmarès
- 2009 : vainqueur du Tour de Corse[1], sur Peugeot 307 WRC/BSA, avec pour copilote Francis Mazotti ;
- 12 fois vainqueur du rallye de Balagne (2001[2], 2002[3], 2007[4], 2008[5], 2009[6], 2010[7], 2012[8], 2013[9], 2014[10], 2015[11], 2016[12], 2018[13]) ;
- 8 fois vainqueur de la Ronde de la Giraglia, sur Peugeot 307 WRC/BSA, en 2007 et 2008 avec Olivier Verduri, en 2009 avec Tony Aguzzi, en 2012 avec Olivier Verduri, et en 2013 avec Jean-Noël Vesperini (toujours sur Peugeot 307 WRC/BSA), 2014, 2017 et 2018.
- 2010 et 2011 : double vainqueur du rallye de La Sainte-Baume, sur  Peugeot 307 WRC/BSA avec Olivier Verduri (4e en 2005 sur BMW 318 TI Compact, et 12e en 2002 sur Mitsubishi Lancer Evo VI, avec le même copilote) ;
- 2007 : vainqueur du rallye du Maquis, sur Peugeot 307 WRC/BSA avec Olivier Verduri ;
- 2016 : vainqueur du Rallye des Monts Dôme.
- 2025: vainqueur de la Ronde de la Giraglia VHC[14] accompagné de Jean-Noel Vesperini sur BMW M3 E30.
- 2025: vainqueur du Rallye des Monts Vaucluse VHC[15] accompagné de Benjamin Mondière sur BMW M3 E30.